# Eric Mabius
Eric Harry Timothy Mabius (nascido em 22 de Abril de 1971) é um ator estadunidense. É conhecido por seus trabalhos na TV estadunidense, em séries como Ugly Betty, The O.C. e The L Word e no cinema por trabalhos como Resident Evil.

## Biografia

### Primeiros Passo
Mabius nasceu em Harrisburg, Pennsylvania filho de Elizabeth e Craig Mabius; tem um irmão, Craig. Mabius tem ascendência irlandesa, austríaca e Polonesa., Após frequentar a Amherst Regional High School, em Amherst, Massachusetts, ele se inscreveu na faculdade Sarah Lawrence, em Bronxville, New York, onde completou seus estudos em cinema.

### Carreira
Mabius começou sua carreira em 1995 com o filme Welcome to the Dollhouse, seguido por I Shot Andy Warhol, com Lili Taylor, em 1996. Esteve envolvido com a franquia The Crow em mais de uma ocasião; fez o teste para o 1º filme de 1993 e interpretou Alex Corvis em The Crow: Salvation, o terceiro filme, ao lado de Kirsten Dunst. Seu maior papel cinematográfico foi o de um policial chamado Matt Addison em Resident Evil. Na TV, Mabius apareceu em Chicago Hope, Millennium, Popular, The O.C., e a série de vida curta Eyes. Fez parte do elenco fixo da 1ª temporada de The L Word, e retornou para um episódio da 2ª e um da 3ª temporada. Em 2006 estreou em Ugly Betty, série da ABC, no papel de Daniel Meade, o editor chefe de uma fictícia revista de moda. Em 2011 retorna à TV como Julius Berger na série Outcasts da BBC.

### Vida pessoal
Mabius e a sua esposa Ivy casaram-se em janeiro de 2006, e têm um filho chamado Maxfield Elliot. Recentemente o casal teve outro filho, Rylan Jaxson Mabius, em Nova York. Os dois conheceram-se no colégio durante uma aula de educação sexual.

## Filmografia

### Séries de TV
- Outcasts (2011) – Julius Berger
- Ugly Betty (2006 - 2010) – Daniel Meade
- The O.C. (2005) – Jack Hess
- Eyes (2005) – Jeff McCann
- The L Word (2004) – Tim Haspel
- The Job (2003) – Rick
- Popular (2001) – Coach Krupps

### Filmes e especiais de TV
- Voodoo Moon (2006) Cole
- Venice Underground (2005) Danny
- Reeker (2005) Radford
- Resident Evil 2: Apocalipse (2004) Matt Addisom
- The Extreme Team (2003) Darby
- Just Like You Imagined (2003) Gender Shifter
- Dancing at the Harvest Moon (2002) (TV) John Keats
- Resident Evil (2002) Matt Addisom
- On the Borderline (2001) Luke
- Tempted (2001) Ted
- The Crow: Salvation (2000) Alex Corvis/O Corvo
- Wirey Spindell (2000) Wirey, aos 17 anos
- Around the Fire (1999) Andrew
- Cruel Intentions (1999) Greg McConnell
- Splendor (1999) Ernest
- The Minus Man (1999) Gene Panich
- Myth America (1998)
- Lawn Dogs (1997) Sean
- Black Circle Boys (1997) Shane Carver
- On Seventh Avenue (1996) (TV) Baixista
- Harvest of Fire (1996) (TV) Sam Hostetler
- I Shot Andy Warhol (1996) Revolucionário No. 2
- A Gun for Jennifer (1996) (como Eric H.T. Mabius)
- The Journey of August King (1995) Hal Wrightt
- Welcome to the Dollhouse (1995) Steve Rodgers … também chamado Middle Child
- How to fall in love (2012) Harold
- Reading, writing and romance (2013) Wayne